# Браславский район
Бра́славский райо́н (бел. Бра́слаўскі раён) — административная единица на западе Витебской области Республики Беларусь. Административный центр — город Браслав. 
Численность населения — 22 764 человек (на 1 января 2025 года).
На территории расположен Национальный парк "Браславские озёра".

## География
Площадь района — 2276 км². Основная часть территории расположена на Браславской гряде, южные части — на Дисненской низменности. Главные реки — Западная Двина и её притоки Дисна и Друйка, а также Янка. Главная особенность района — обилие озёр, которые занимают 10% всей площади. Наиболее значительны озера Браславской группы — их порядка 50, включая Дрисвяты, Дривяты, Снуды, Струсто, Волосо Южное и Волосо Северное. В районе озёр создан Национальный парк "Браславские озёра".
Браславский район граничит с Поставским районом на юге, Шарковщинским районом на юго-востоке, Миорским районом на востоке, с Латвией на севере, с Литвой на западе. Ряд населённых пунктов пяти сельсоветов находятся в пограничной зоне, для которой Государственный пограничный комитет Республики Беларусь устанавливает особый режим посещения.
Основные населенные пункты, помимо Браслава — посёлок Видзы, агрогородки Друя, Козяны. Всего в районе насчитывается 639 сельских населенных пунктов.

## Геральдика
Решение о гербе и флаге принято районным Советом депутатов от 10 октября 2002 года № 100.

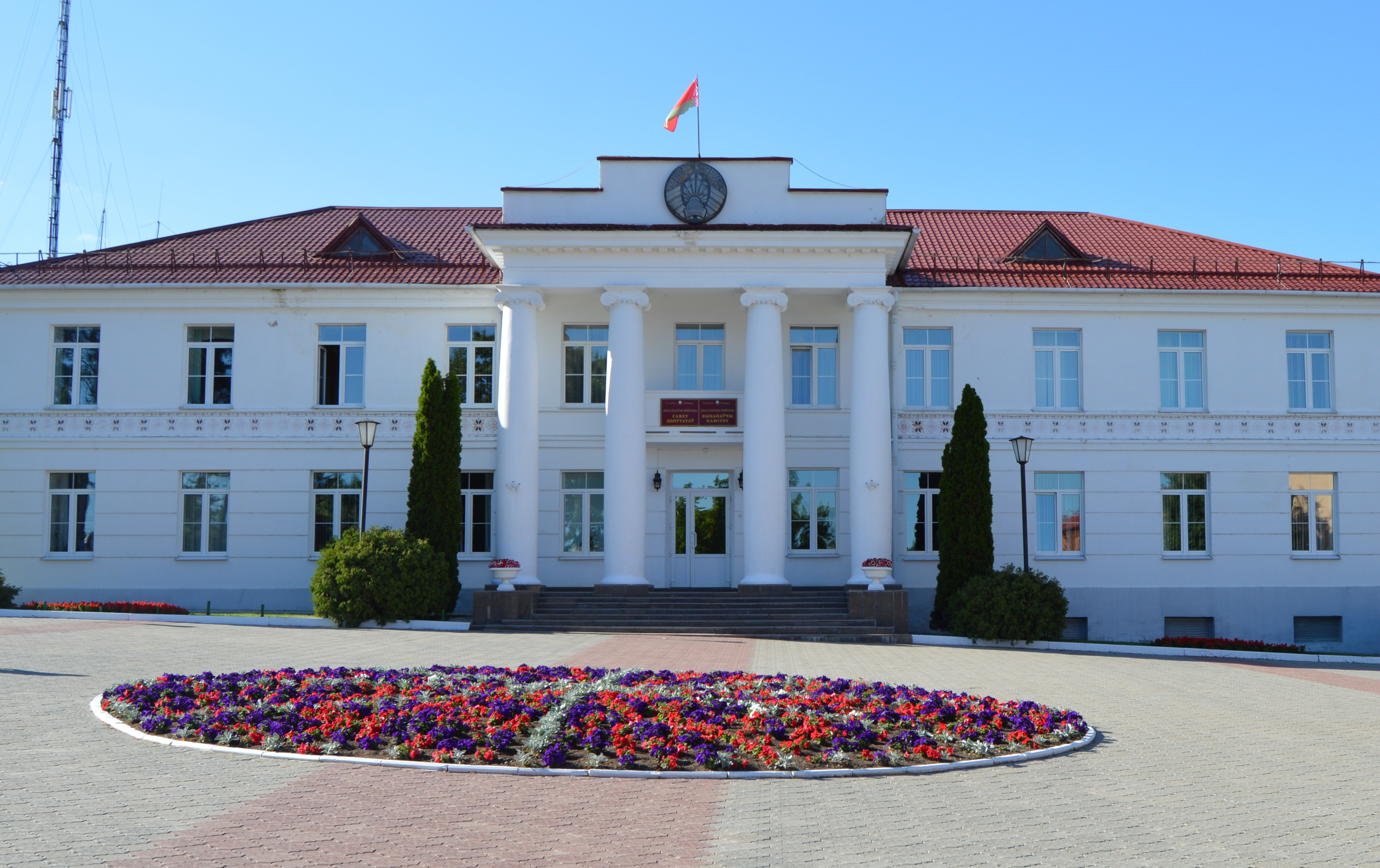
Браславский районный исполнительный комитет (Браслав)

Герб и флаг учреждены Указом Президента Республики Беларусь от 20 января 2006 года № 36 и зарегистрированы в Государственном геральдическом регистре Республики Беларусь 4 июня 2009 года № Б-56 и Б-57.

## История
В Средние века Браславщина находилась в составе Великого княжества Литовского. Браславщина была важным направлением эмиграции жителей Российского государства, отвергших религиозную реформу патриарха Никона (старообрядцев).
Браславский район — единственная часть Беларуси, которая до 1917 года входила в состав Ковенской губернии.
Браславский район был образован 15 января 1940 года, в октябре был разделён на 19 сельсоветов. Первоначально находился в составе Вилейской области.
20 сентября 1944 года передан в состав Полоцкой области. После её упразднения 8 января 1954 года Браславский район вошёл в состав Молодечненской области, а 20 января 1960 года стал частью Витебской области. В южной части современного Браславского района находился упразднённый Видзский (Видзовский) район: его территория (5 сельсоветов) была присоединена к Браславскому району 20 января 1960 года. 
17 апреля 1962 года к Браславскому району были присоединены два сельсовета Шарковщинского района (30 июля 1966 года возвращены в состав Шарковщинского района), 18 марта 1963 года — посёлок Друя (из Миорского района). 
25 декабря 1962 года в составе Белорусской ССР образован Браславский район.
20 октября 1995 года административные единицы Браславский район и город Браслав, имеющие общий административный центр, объединены в одну административную единицу — Браславский район.
29 апреля 2004 года упразднены сельсоветы: Дрисвятский, Козянский, Зарачский, Друйский; образованы Видзовский и Друевский сельсоветы.

## Административное устройство
Браславский район делится на 9 сельсоветов:
- Ахремовецкий
- Видзовский
- Далёковский
- Друевский
- Межанский
- Опсовский
- Плюсский
- Слободковский
- Тетерковский

Упразднённые сельсоветы: 
- Дрисвятский[16]
- Козянский[16]
- Зарачский[16]
- Друйский[16]

## Население
Численность населения — 22 764 человек (на 1 января 2025 года), в том числе городское — 10 884 человек (Браслав — 9 338 человек, Видзы — 1 546 человек), сельское — 11 880 человек.
На 1 января 2023 года в Браславском районе численность населения составляет 23 428 человек, в том числе 10 959 человек сельского населения и 12 469 городского (9 426 — в Браславе и 1 533 — в  Видзах).
| Численность населения | Численность населения | Численность населения | Численность населения | Численность населения | Численность населения | Численность населения | Численность населения | Численность населения |
| 1970                  | 1979                  | 1989                  | 1996                  | 2001                  | 2002                  | 2003                  | 2004                  | 2005                  |
| --------------------- | --------------------- | --------------------- | --------------------- | --------------------- | --------------------- | --------------------- | --------------------- | --------------------- |
| 49 603                | ▼42 645               | ▼35 711               | ▲36 978               | ▼35 210               | ▼34 677               | ▼33 910               | ▼33 188               | ▼32 390               |
| 2006                  | 2007                  | 2008                  | 2009                  | 2010                  | 2011                  | 2012                  | 2013                  | 2014                  |
| ▼31 449               | ▼30 769               | ▼30 085               | ▼29 518               | ▼29 158               | ▼28 670               | ▼28 000               | ▼27 547               | ▼26 970               |
| 2015                  | 2016                  | 2017                  | 2018                  | 2019                  | 2020                  | 2021                  | 2022                  | 2023                  |
| ▼26 519               | ▼26 047               | ▼25 628               | ▼25 158               | ▼24 783               | ▼24 549               | ▼24 143               |                       | ▼ 23 428              |
| 2024                  | 2025                  |                       |                       |                       |                       |                       |                       |                       |
|                       | ▼22 764               |                       |                       |                       |                       |                       |                       |                       |

| Национальный состав по переписи 2019 года | Национальный состав по переписи 2019 года | Национальный состав по переписи 2019 года | Национальный состав по переписи 2019 года | Национальный состав по переписи 2019 года | Национальный состав по переписи 2019 года | Национальный состав по переписи 2019 года | Национальный состав по переписи 2019 года | Национальный состав по переписи 2019 года | Национальный состав по переписи 2019 года | Национальный состав по переписи 2019 года | Национальный состав по переписи 2019 года | Национальный состав по переписи 2019 года | Национальный состав по переписи 2019 года | Национальный состав по переписи 2019 года |
| Всего                                     | белорусы                                  | белорусы                                  | поляки                                    | поляки                                    | русские                                   | русские                                   | украинцы                                  | украинцы                                  |                                           |                                           |                                           |                                           |                                           |                                           |
| ----------------------------------------- | ----------------------------------------- | ----------------------------------------- | ----------------------------------------- | ----------------------------------------- | ----------------------------------------- | ----------------------------------------- | ----------------------------------------- | ----------------------------------------- | ----------------------------------------- | ----------------------------------------- | ----------------------------------------- | ----------------------------------------- | ----------------------------------------- | ----------------------------------------- |
| 24 679                                    | 17 113                                    | 69,34%                                    | 3913                                      | 15,86%                                    | 2909                                      | 11,79%                                    | 236                                       | 0,96%                                     |                                           |                                           |                                           |                                           |                                           |                                           |
|                                           |                                           |                                           |                                           |                                           |                                           |                                           |                                           |                                           |                                           |                                           |                                           |                                           |                                           |                                           |
| Национальный состав по переписи 2009 года |                                           |                                           |                                           |                                           |                                           |                                           |                                           |                                           |                                           |                                           |                                           |                                           |                                           |                                           |
|                                           | белорусы                                  | белорусы                                  | поляки                                    | поляки                                    | русские                                   | русские                                   | украинцы                                  | украинцы                                  |                                           |                                           |                                           |                                           |                                           |                                           |
| Всего                                     | 18 843                                    | 64,59%                                    | 5444                                      | 18,66%                                    | 4160                                      | 14,26%                                    | 246                                       | 0,84%                                     |                                           |                                           |                                           |                                           |                                           |                                           |
| городское                                 | 7697                                      | 68,24%                                    | 1731                                      | 15,35%                                    | 1560                                      | 13,83%                                    | 103                                       | 0,91%                                     |                                           |                                           |                                           |                                           |                                           |                                           |
| сельское                                  | 11 146                                    | 62,28%                                    | 3713                                      | 20,75%                                    | 2600                                      | 14,53%                                    | 143                                       | 0,8%                                      |                                           |                                           |                                           |                                           |                                           |                                           |
|                                           | цыгане                                    | цыгане                                    | литовцы                                   | литовцы                                   | латыши                                    | латыши                                    | татары                                    | татары                                    |                                           |                                           |                                           |                                           |                                           |                                           |
| Всего                                     | 95                                        | 0,33%                                     | 85                                        | 0,29%                                     | 82                                        | 0,28%                                     | 61                                        | 0,21%                                     |                                           |                                           |                                           |                                           |                                           |                                           |
| городское                                 | 63                                        | 0,56%                                     | 16                                        | 0,14%                                     | 21                                        | 0,19%                                     | 46                                        | 0,41%                                     |                                           |                                           |                                           |                                           |                                           |                                           |
| сельское                                  | 32                                        | 0,18%                                     | 69                                        | 0,39%                                     | 61                                        | 0,34%                                     | 15                                        | 0,08%                                     |                                           |                                           |                                           |                                           |                                           |                                           |
|                                           |                                           |                                           |                                           |                                           |                                           |                                           |                                           |                                           |                                           |                                           |                                           |                                           |                                           |                                           |
| Национальный состав по переписи 1959 года |                                           |                                           |                                           |                                           |                                           |                                           |                                           |                                           |                                           |                                           |                                           |                                           |                                           |                                           |
| Всего                                     | поляки                                    | поляки                                    | белорусы                                  | белорусы                                  | русские                                   | русские                                   | украинцы                                  | украинцы                                  |                                           |                                           |                                           |                                           |                                           |                                           |
| 54 206                                    | 23 950                                    | 44,18%                                    | 20 049                                    | 36,99%                                    | 9309                                      | 17,17%                                    | 216                                       | 0,4%                                      |                                           |                                           |                                           |                                           |                                           |                                           |
| 54 206                                    | татары                                    | татары                                    | евреи                                     | евреи                                     |                                           |                                           |                                           |                                           |                                           |                                           |                                           |                                           |                                           |                                           |
| 54 206                                    | 189                                       | 0,35%                                     | 138                                       | 0,25%                                     |                                           |                                           |                                           |                                           |                                           |                                           |                                           |                                           |                                           |                                           |

В 2018 году 16,2% населения района было в возрасте моложе трудоспособного, 51,8% — в трудоспособном, 31,9% — старше трудоспособного. В 2017 году коэффициент рождаемости составил 9,8 на 1000 человек, коэффициент смертности — 19,7 (средние коэффициенты рождаемости и смертности по Витебской области — 9,6 и 14,4, по Республике Беларусь — 10,8 и 12,6). В 2017 году в районе родилось 253 и умерло ровно вдвое больше — 506 человек. Сальдо внутренней миграции отрицательное (в 2017 году — 185 человек).
В 2017 году в районе было заключено 122 брака (4,7 на 1000 человек, один из самых низких показателей в Витебской области) и 66 разводов (2,6 на 1000 человек); средние показатели по Витебской области — 6,4 и 3,4 на 1000 человек, по Республике Беларусь — 7 и 3,4 на 1000 человек соответственно.

## Экономика
Средняя зарплата в районе составляет 81,7% от среднего уровня по Витебской области (2017 год). В 2017 году в районе было зарегистрировано 88 микроорганизаций и 10 малых организаций. В 2017 году 16,3% организаций района были убыточными (в 2016 году — 22,7%). В 2015—2017 годах в реальный сектор экономики района поступило около 0,4 млн долларов иностранных инвестиций, большая часть которых были прямыми. В 2017 году предприятия района экспортировали товаров на сумму 2 млн долларов, импортировали на 0,3 млн долларов (сальдо — 1,7 млн долларов).
Выручка предприятий и организаций района от реализации продукции, товаров, работ, услуг за 2017 год составила 97,7 млн рублей (около 48 млн долларов), в том числе 38,6 млн рублей пришлось на сельское, лесное и рыбное хозяйство, 14,9 млн на промышленность, 5,1 млн на строительство, 22,5 млн на торговлю и ремонт, 16.6 млн на прочие виды экономической деятельности.

### Промышленность
В Браславском районе действуют 4 промышленных предприятия:
- ОАО «Торфобрикетный завод Браславский» (агрогородок Ахремовцы);
- «Браславрыба» (филиал Глубокского молочноконсервного комбината);
- Браславский цех по производству сыра Глубокского молочноконсервного комбината;
- Браславский хлебозавод (обособленное структурное подразделение ОАО «Витебскхлебпром»).

ОАО «Браславский льнозавод» прекратил деятельность в 2011 году.

### Энергетика
Восстановленная в 1995 году малая Богинская ГЭС мощностью 400 кВт.

### Сельское хозяйство
Под зерновые культуры в 2017 году было засеяно 14,3 тыс. га пахотных площадей, под кормовые культуры — 25,3 тыс. га. Валовой сбор зерновых и зернобобовых в 2017 году составил 28 577 т (средняя урожайность — 20,2 ц/га).
На 1 января 2018 года в сельскохозяйственных организациях района (без учёта фермерских и личных хозяйств населения) содержалось 25,9 тыс. голов крупного рогатого скота (в том числе 9,5 тыс. коров), 21,4 тыс. свиней. За 2017 год было произведено 6 620 т мяса (в убойном весе) и 31 214 т молока.

### Транспорт
Транспортная инфраструктура включает автомобильные дороги на Шарковщину, Друю, Поставы, Даугавпилс, а также железную дорогу «Воропаево—Друя».

## Здравоохранение
В 2017 году в учреждениях Министерства здравоохранения Республики Беларусь насчитывалось 65 практикующих врачей (25,5 в пересчёте на 10 тысяч человек; средний показатель по Витебской области — 37, по Республике Беларусь — 40,5) и 307 средних медицинских работников. В лечебных учреждениях района насчитывалось 194 больничных койки (76,1 в пересчёте на 10 тысяч человек; средний показатель по Витебской области — 80,5, по Республике Беларусь — 80,2).

## Культура и образование

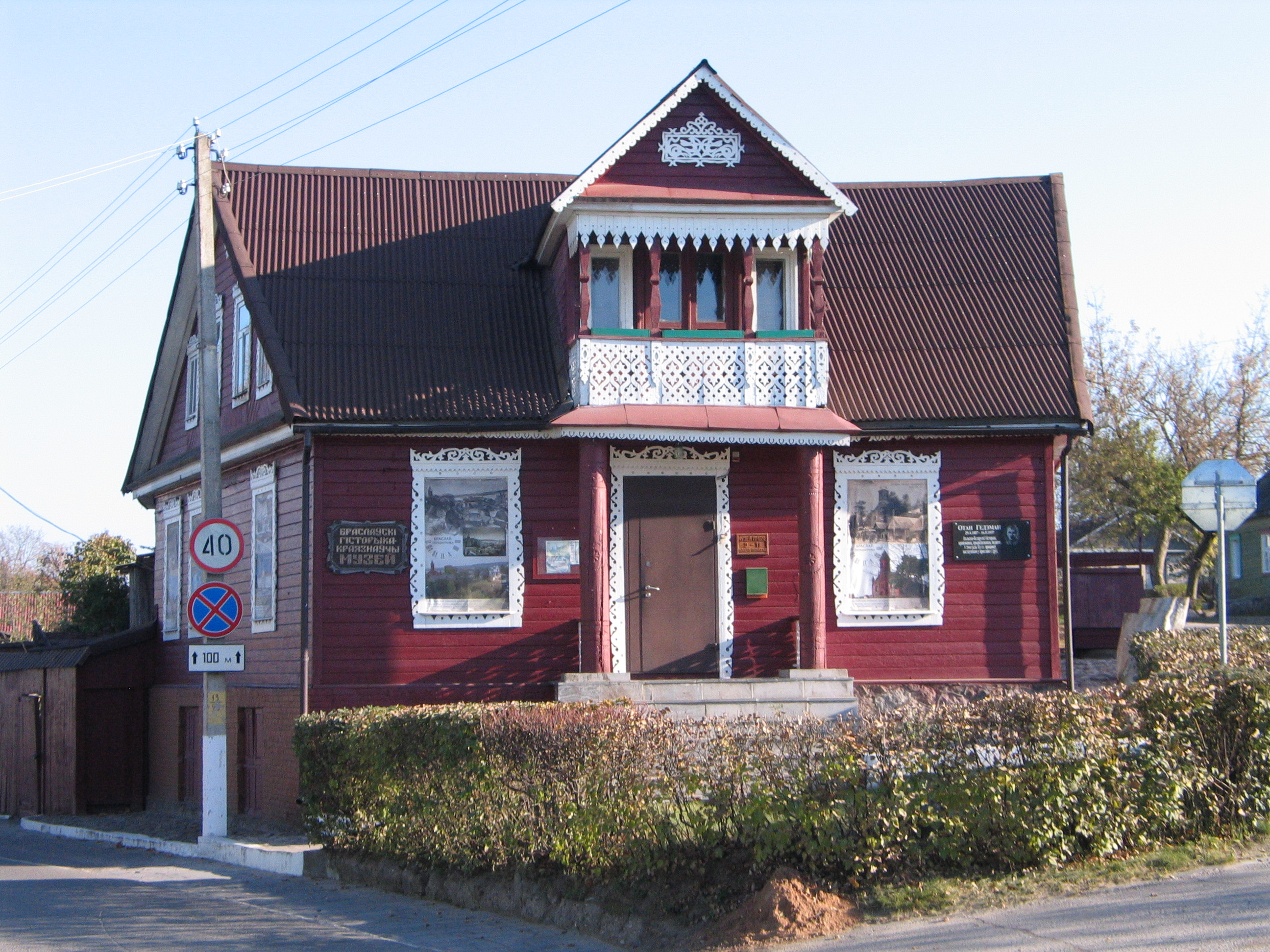
Браславское районное объединение музеев

В районе расположено Браславское районное объединение музеев с 24,7 тыс. музейных предметов основного фонда. Объединение состоит из историко-краеведческого музея (организован в 1984 году, открыт в 1988 году) и музея традиционной культуры (открыт в 1997 году). В 2016 году музейное объединение посетили 47,2 тыс. человек, что сделало его третьим по посещаемости музеем в Витебской области после Национального Полоцкого историко-культурного музея-заповедника и Витебского областного краеведческого музея.
В Друя расположен историко-краеведческий музей ГУО "Друйская средняя школа". В коллекциях музея много необычных раритетов, начиная от старинных ценных монет и заканчивая фрагментами аутентичной керамики и уникальных городских фонарей. Часть экспозиции посвящена узкоколейке «Друя-Дукштас»: можно увидеть части стрелочных механизмов, инструменты, старые фотографии, почитать воспоминания работников узкоколейки.
В 2017 году в районе действовало 20 учреждений дошкольного образования (включая комплексы «детский сад — школа») с 767 детьми. В 2017/2018 учебном году действовало 17 учреждений общего среднего образования, в которых обучалось 2450 учеников. Учебный процесс в школах обеспечивали 383 учителя.
В посёлке Видзы действует Видзовский государственный профессионально-технический колледж, в котором готовят специалистов по программам профессионально-технического и среднего специального образования.
На территории района, к северу от деревни Подрукша расположен хутор Карпишки, известный по названием "Хутор Пана Яна". Его хозяин, Виктор Шенявский, выкупил поместье и восстанавливает его, параллельно ведя активно развивающийся ютуб-канал "Хочу в деревню".

## События и мероприятия
- Международный праздник традиционной культуры "Браслаўскія зарніцы".
- Международная гонка Ралли Славянский кубок.
- Ежегодно проводится международный спортивно-музыкальный фестиваль «Viva Braslav»[53].

## Религия
В районе зарегистрировано 16 католических, 8 православных, 7 старообрядческих общин, 2 общины евангельских христиан-баптистов, 1 мусульманская община, 1 община христиан веры евангельской (пятидесятников). Действуют также по одному православному и католическому (евхаристок) женскому монастырю, оба расположены в Браславе..

## Археология
- На территории национального парка «Браславские озёра», на восточном берегу озера Дзябро (залив озера Неспиш) в 0,3 км от деревни Масковичи находится средневековое городище Масковичи[бел.][55][56][57][58]. На городище на фрагментах костей животных и птиц обнаружен комплекс из 48 младшерунических надписей. Комплекс содержит надписи магического характера (амулеты), личные имена и отдельные слова, скандинавские, латинские, руноподобные знаки. Раскопки производились Л. В. Дучиц. На нескольких рёбрах были обнаружены нерасшифрованные символы, а также слов KNS↑, что вероятнее всего означает «князь», а рядом с надписью изображён человек с мечом и щитом[59][60][61][62], элементы рисуночного письма — лодку с направлением движения, изображение вооружённого воина[63]. На городище Масковичи найдены лунничные височные кольца арефинского типа[64].
- На южной окраине села Ратюнки[бел.] расположено городище Ратюнки[бел.]. Оно возвышается над микрорайоном на 10 м. Участок круглый, диаметром 45 м, земляных работ нет. Известно с 1895 года. Исследовано Л.В. Дучиц. Культурный слой 0,6 м, фрагменты лепнины и керамики, железные ножи, рыболовные крючки, цилиндрический замок с кривошипным ключом, бронзовая спиральная трубка, пластинчатый браслет, гладкий стеклянный синий браслет, глина, сланец и сланец, каменный сланец, костяные наконечники стрел и копья. Среди находок — фрагмент изделия из кости с изображениями человека с одной стороны и всадника с другой. Поселение датируется VII веком до н. э. — XIII веком н. э. Относится к днепро-двинской культуре, культуре штрихованной керамики и к периоду Киевской Руси[65][66].